# Hans Volkart
Hans Volkart (* 10. April 1895 in Stuttgart; † 4. August 1965 ebenda) war ein deutscher Architekt und Hochschullehrer.

## Leben
Hans Volkarts Eltern waren Schweizer. Er studierte Architektur an der Technischen Hochschule Stuttgart, das Studium schloss er 1919 ab. Nachdem er im Architekturbüro von Paul Bonatz gearbeitet hatte, richtete er 1924 sein eigenes Büro ein. Einige Bauten entstanden in Zusammenarbeit mit Paul Trüdinger. In den Jahren 1926 bis 1933 lehrte Volkart an der Staatsbauschule Stuttgart. Nachdem er als Professor an die Technische Hochschule Stuttgart berufen worden war, lehrte er dort bis 1962 Gebäudelehre und Entwerfen. Von 1946 bis 1948 erschuf er zusammen mit Karl Gonser die Entwürfe für den Wiederaufbau der Altstadt Heilbronns.

## Bauten (Auswahl)
- 1923: eigenes Wohnhaus in Stuttgart[1]
- vor 1927: Städtisches Altersheim in Stuttgart, Ottostr (mit Max Müller und Paul Trüdinger)[2]
- 1929: Kreuzkirche in Hedelfingen (mit Paul Trüdinger)[3]
- 1929: Wohnhaus am Sonnenberg bei Stuttgart (mit Paul Trüdinger)[4]
- 1929–1930: Arzthaus in Württemberg (mit Paul Trüdinger)[4]
- 1932: Arztwohnhaus am Hang in Calw (mit Paul Trüdinger)[4]
- 1932: Wohnhaus einer alleinstehenden Malerin in Feuerbach (Stuttgart)[4]
- 1932–1933: Wohnhaus in Stuttgart[4]
- 1933: Wohnhaus für ein kinderloses Ehepaar in Stuttgart-Kochenhof[4]
- 1933: Zweigeschossiges Wochenendhaus in Württemberg[4]
- 1933: Wochenendhaus in Wangen am Bodensee[4]
- vor 1935: Zweigeschossiges Sommerhaus bei Bad Cannstatt (mit Paul Trüdinger)[4]
- vor 1936: Zweifamilienhaus B. in der Siedlung Im Vogelsang, Stuttgart[1]
- vor 1936: Haus K. in Rottenburg[1]
- vor 1936: Anbau Haus L. in Schramberg[1]
- vor 1936: Dreifamilienhaus T. in Stuttgart[1]
- vor 1936: Haus Dipl.-Ing. M. in Stuttgart.[1]
- vor 1936: Haus W. in Riehen bei Basel[1]
- vor 1936: Haus Dr. med. B. in Schramberg[1]
- vor 1936: Arzthaus Dr. W. in Weinheim[1]
- vor 1936: Gänsheide-Apotheke in Stuttgart, Gänsheidestraße 52[1]
- vor 1936: Apotheke in Schömberg (Landkreis Calw), Lindenstraße 9[1]
- vor 1936: Zweifamilienhaus E. in Bad Cannstatt[1]
- vor 1936: Sechsfamilienhaus in Untertürkheim[1]
- vor 1936: Sommerhaus Dr. K.-B. am Bodensee[1]
- 1938: Umbau des Tanzlokals „Zum Lieben Augustin“, Ludwigstraße 27 und 29 in Lindau[5]
- vor 1939: Kreissparkasse in Munderkingen[6]
- vor 1939: Umbau und Erweiterung der Sparkasse in Geislingen an der Steige[7]
- vor 1940: Innenraumgestaltung eines Offiziersheims für das Heeresbauamt Tübingen[8]
- 1952–1953: Wohnhaus am Südhang in Stuttgart (mit Kurt Pläcking)[9]
- 1952–1953: Volksschule in Reichenbach an der Fils (mit Erwin Oehler)[9]
- 1952–1954: Volksschule in Marbach am Neckar (mit Heinz Rall)[9]
- 1952–1954: Turn- und Versammlungshalle in Stuttgart-Vaihingen (mit Hans Röper)[9]
- 1953–1954: Einfamilienhaus in Kornwestheim (mit Kurt Höschele)[9]
- 1959–1961: Universitätsbibliothek Stuttgart
- 1959–1962: Neubau des neuen Schauspielhauses in Stuttgart

## Veröffentlichungen
- Gute Eigenheime – Anregungen und Beispiele W. Kohlhammer Verlag, Stuttgart 1938
- Schweizer Architektur Otto Maier Verlag, Ravensburg 1951